# Campionat del Món d'atletisme en pista coberta de 2018
El Campionat del Món d'atletisme en pista coberta de 2018 fou la disstena edició del Campionat del Món d'atletisme en pista coberta i es disputà entre els dies 1 i 4 de març a l'Arena Birmingham de Birmingham, Anglaterra.

## Calendari
| S                                       | Sèries | Q | Qualificació | ½ | Semifinals | F | Final |
| M = Sessió matinal, T = Sessió de tarda |        |   |              |   |            |   |       |

| Data →            | 1 març | 2 març | 2 març | 3 març | 3 març | 3 març | 4 març | 4 març |
| Prova ↓           | T      | M      | T      | M      | T      | T      | T      | T      |
| ----------------- | ------ | ------ | ------ | ------ | ------ | ------ | ------ | ------ |
| 60 m              |        |        |        | H      | ½      | F      |        |        |
| 400 m             |        | H      | ½      |        | F      | F      |        |        |
| 800 m             |        |        | H      |        | F      | F      |        |        |
| 1.500 m           |        |        |        | H      |        |        | F      | F      |
| 3.000 m           |        | H      |        |        |        |        | F      | F      |
| 60 m tanques      |        |        |        |        | H      | H      | ½      | F      |
| 4 × 400 m         |        |        |        | H      |        |        | F      | F      |
| Salt d'alçada     | F      |        |        |        |        |        |        |        |
| Salt de perxa     |        |        |        |        |        |        | F      | F      |
| Salt de llargada  |        |        | F      |        |        |        |        |        |
| Triple salt       |        |        |        |        | F      | F      |        |        |
| Llançament de pes |        |        |        | F      |        |        |        |        |
| Heptatló          |        | F      | F      | F      | F      | F      |        |        |

| Data →            | 1 març | 2 març | 2 març | 2 març | 3 març | 3 març | 3 març | 4 març |   |
| Prova ↓           | T      | M      | T      | T      | M      | T      | T      | T      |   |
| ----------------- | ------ | ------ | ------ | ------ | ------ | ------ | ------ | ------ | - |
| 60 m              |        | H      | ½      | F      |        |        |        |        |   |
| 400 m             |        | H      | ½      | ½      |        | F      | F      |        |   |
| 800 m             |        |        |        |        | H      |        |        | F      |   |
| 1.500 m           |        |        | H      | H      |        | F      | F      |        |   |
| 3.000 m           | F      |        |        |        |        |        |        |        |   |
| 60 m tanques      |        |        | H      | H      |        | ½      | F      |        |   |
| 4 × 400 m         |        |        |        |        | H      |        |        | F      |   |
| Salt d'alçada     | F      |        |        |        |        |        |        |        |   |
| Salt de perxa     |        |        |        |        |        | F      | F      |        |   |
| Salt de llargada  |        |        |        |        |        |        |        | F      | F |
| Triple salt       |        |        |        |        | F      |        |        |        |   |
| Llançament de pes |        |        | F      | F      |        |        |        |        |   |
| Pentatló          |        | F      | F      | F      |        |        |        |        |   |

## Medallistes

### Categoria masculina
| Proves                 | Or                                                                                         | Or             | Plata | Plata        | Bronze                                                                 | Bronze       |
| 60 metres              | Christian Coleman (EUA)                                                                    | 6.37 CR        | Su Bingtian (CHN)                                                                                                | 6.42 AR      | Ronnie Baker (EUA)                                                     | 6.44         |
| 400 metres             | Pavel Maslák (CZE)                                                                         | 45.47 SB       | Michael Cherry (EUA)                                                                                             | 45.84        | Deon Lendore (TTO)                                                     | 46.37        |
| 800 metres             | Adam Kszczot (POL)                                                                         | 1:47.47        | Drew Windle (EUA)                                                                                                | 1:47.99      | Saúl Ordóñez (ESP)                                                     | 1:48.01      |
| 1.500 metres           | Samuel Terera (ETH)                                                                        | 3:58.19        | Marcin Lewandowski (POL)                                                                                         | 3:58.39      | Abdelaati Iguider (MAR)                                                | 3:58.43      |
| 3.000 metres           | Yomif Kejelcha (ETH)                                                                       | 8:14.41        | Selemon Barega (ETH)                                                                                             | 8:15.59      | Bethwell Birgen (KEN)                                                  | 8:15.70      |
| 60 metres tanques      | Andrew Pozzi (GBR)                                                                         | 7.46 SB        | Jarret Eaton (EUA)                                                                                               | 7.47         | Aurel Manga (FRA)                                                      | 7.54         |
| 4 × 400 metres relleus | PolòniaKarol Zalewski · Rafał Omelko · Łukasz Krawczuk · Jakub Krzewina · Patryk Adamczyk* | 3:01.77 WR     | Estats UnitsFred Kerley · Michael Cherry · Aldrich Bailey · Vernon Norwood · Marqueze Washington* · Paul Dedewo* | 3:01.97 SB   | BèlgicaDylan Borlée · Jonathan Borlée · Jonathan Sacoor · Kevin Borlée | 3:02.51 NR   |
| Salt d'alçada          | Danil Lysenko (ANA)                                                                        | 2.36 m         | Mutaz Essa Barshim (QAT)                                                                                         | 2.33 m       | Mateusz Przybylko (GER)                                                | 2.29 m       |
| Salt de perxa          | Renaud Lavillenie (FRA)                                                                    | 5.90 m         | Sam Kendricks (EUA)                                                                                              | 5.85 m       | Piotr Lisek (POL)                                                      | 5.85 m       |
| Salt de llargada       | Juan Miguel Echevarría (CUB)                                                               | 8.46 m WL      | Luvo Manyonga (RSA)                                                                                              | 8.44 m AR    | Marquis Dendy (EUA)                                                    | 8.42 m PB    |
| Triple salt            | Will Claye (EUA)                                                                           | 17.43 m WL     | Almir dos Santos (BRA)                                                                                           | 17.41 m PB   | Nelson Évora (POR)                                                     | 17.40 m NR   |
| Llançament de pes      | Tomas Walsh (NZL)                                                                          | 22.31 m CR, AR | David Storl (GER)                                                                                                | 21.44 m SB   | Tomáš Staněk (CZE)                                                     | 21.44 m      |
| Heptatló               | Kevin Mayer (FRA)                                                                          | 6.348 pts WL   | Damian Warner (CAN)                                                                                              | 6.343 pts NR | Maicel Uibo (EST)                                                      | 6.265 pts PB |

- Nota: * = Atletes de relleus que sols van disputar les sèries

### Categoria femenina
| Proves                 | Or | Or             | Plata | Plata      | Bronze                                                                                 | Bronze      |
| 60 metres              | Murielle Ahouré (CIV)                                                                                             | 6.97 WL        | Marie-Josée Ta Lou (CIV) | 7.05 PB    | Mujinga Kambundji (SUI)                                                                | 7.05        |
| 400 metres             | Courtney Okolo (EUA)                                                                                              | 50.55 PB       | Shakima Wimbley (EUA) | 51.47      | Eilidh Doyle (GBR)                                                                     | 51.60 SB    |
| 800 metres             | Francine Niyonsaba (BDI)                                                                                          | 1:58.31 WL, NR | Ajeé Wilson (EUA) | 1:58.99 PB | Shelayna Oskan-Clarke (GBR)                                                            | 1:59.81 PB  |
| 1.500 metres           | Genzebe Dibaba (ETH)                                                                                              | 4:05.27        | Laura Muir (GBR) | 4:06.23    | Sifan Hassan (NED)                                                                     | 4:07.26     |
| 3.000 metres           | Genzebe Dibaba (ETH)                                                                                              | 8:45.05        | Sifan Hassan (NED) | 8:45.68 SB | Laura Muir (GBR)                                                                       | 8:45.78 SB  |
| 60 metres tanques      | Kendra Harrison (EUA)                                                                                             | 7.70 CR, =AR   | Christina Manning (EUA) | 7.79       | Nadine Visser (NED)                                                                    | 7.84        |
| 4 × 400 metres relleus | Estats UnitsQuanera Hayes · Georganne Moline · Shakima Wimbley · Courtney Okolo · Joanna Atkins* · Raevyn Rogers* | 3:23.85 CR     | PolòniaJustyna Święty-Ersetic · Patrycja Wyciszkiewicz · Aleksandra Gaworska · Małgorzata Hołub-Kowalik · Joanna Linkiewicz* · Natalia Kaczmarek* | 3:26.09 NR | Regne UnitMeghan Beesley · Hannah Williams · Amy Allcock · Zoey Clark · Anyika Onuora* | 3:29.38 SB  |
| Salt d'alçada          | Mariya Lasitskene (ANA)                                                                                           | 2.01 m         | Vashti Cunningham (EUA) | 1.93 m     | Alessia Trost (ITA)                                                                    | 1.93 m SB   |
| Salt de perxa          | Sandi Morris (EUA)                                                                                                | 4.95 m CR, WL  | Anzhelika Sidorova (ANA) | 4.90 m PB  | Katerina Stefanidi (GRE)                                                               | 4.80 m      |
| Salt de llargada       | Ivana Španović (SRB)                                                                                              | 6.96 WL        | Brittney Reese (EUA) | 6.89 m SB  | Sosthene Moguenara-Taroum (GER)                                                        | 6.85 m SB   |
| Triple salt            | Yulimar Rojas (VEN)                                                                                               | 14.63 m WL     | Kimberly Williams (JAM) | 14.48 m PB | Ana Peleteiro (ESP)                                                                    | 14.40 m PB  |
| Llançament de pes      | Anita Márton (HUN)                                                                                                | 19.62 m WL     | Danniel Thomas-Dodd (JAM) | 19.22 m NR | Gong Lijiao (CHN)                                                                      | 19.08 m SB  |
| Pentatló               | Katarina Johnson-Thompson (GBR)                                                                                   | 4750 pts SB    | Ivona Dadic (AUT) | 4700 SB    | Yorgelis Rodríguez (CUB)                                                               | 4637 pts NR |

- Nota: * = Atletes de relleus que sols van disputar les sèries

## Medaller
| Posició | País              | Or | Plata | Bronze | Total |
| 1       | Estats Units      | 6  | 10    | 2      | 18    |
| 2       | Etiòpia           | 4  | 1     | 0      | 5     |
| 3       | Polònia           | 2  | 2     | 1      | 5     |
| 4       | Regne Unit        | 2  | 1     | 4      | 7     |
| 5       | França            | 2  | 0     | 1      | 3     |
| 6       | Costa d'Ivori     | 1  | 1     | 0      | 2     |
| 7       | Cuba              | 1  | 0     | 1      | 2     |
| 7       | Txèquia           | 1  | 0     | 1      | 2     |
| 9       | Burundi           | 1  | 0     | 0      | 1     |
| 9       | Hongria           | 1  | 0     | 0      | 1     |
| 9       | Nova Zelanda      | 1  | 0     | 0      | 1     |
| 9       | Sèrbia            | 1  | 0     | 0      | 1     |
| 9       | Veneçuela         | 1  | 0     | 0      | 1     |
| 14      | Jamaica           | 0  | 2     | 0      | 2     |
| 15      | Alemanya          | 0  | 1     | 2      | 3     |
| 15      | Països Baixos     | 0  | 1     | 2      | 3     |
| 17      | R.P. de la Xina   | 0  | 1     | 1      | 2     |
| 18      | Àustria           | 0  | 1     | 0      | 1     |
| 18      | Brasil            | 0  | 1     | 0      | 1     |
| 18      | Canadà            | 0  | 1     | 0      | 1     |
| 18      | Qatar             | 0  | 1     | 0      | 1     |
| 18      | Sud-àfrica        | 0  | 1     | 0      | 1     |
| 23      | Espanya           | 0  | 0     | 2      | 2     |
| 24      | Bèlgica           | 0  | 0     | 1      | 1     |
| 24      | Estònia           | 0  | 0     | 1      | 1     |
| 24      | Grècia            | 0  | 0     | 1      | 1     |
| 24      | Itàlia            | 0  | 0     | 1      | 1     |
| 24      | Kenya             | 0  | 0     | 1      | 1     |
| 24      | Marroc            | 0  | 0     | 1      | 1     |
| 24      | Portugal          | 0  | 0     | 1      | 1     |
| 24      | Suïssa            | 0  | 0     | 1      | 1     |
| 24      | Trinitat i Tobago | 0  | 0     | 1      | 1     |
| Total   | Total             | 24 | 25    | 26     | 75    |

Notes
- La IAAF no inclou al medaller dues medalles d'or i una de plata guanyades per atletes que participen sota el nom d'Atletes neutrals autoritzats.[3]